# 日本青年協議会
日本青年協議会（にほんせいねんきょうぎかい、略称｢日青協｣もしくは｢青協｣）は、日本の右派政治団体。全国学生自治体連絡協議会や生長の家学生会全国総連合に参加していた者達によって1970年11月3日に結成された。機関誌は『祖国と青年』。包括的な関連組織に日本協議会がある。

## 沿革
1967年7月、全学連の左派系学生運動に対抗するため、保守系学生によって長崎大学で長崎大学学生協議会（長大学協。椛島有三議長）が結成された。1968年3月には九州学生自治体連絡協議会（九州学協）が、1969年5月には全国学生自治体連絡協議会（全国学協）が結成された。
全国学協は、ヤルタ・ポツダム体制（YP体制）打破の「反ヤルタ・ポツダム論」と、日本人としての「生の全体性」を回復する「反近代・文化防衛論」を掲げて運動し、1970年11月3日には、OBらにより社会人組織である日本青年協議会が橿原神宮で結成され、椛島有三が書記長、衛藤晟一が委員長を務め、機関誌『祖国と青年』が創刊された。

## 活動
初期の活動は、学生と共にデモを行ったり、ピケを張って日本教職員組合の集会を阻止したりと、過激なものが多かった。1976年に、自由民主党三木内閣が憲法記念行事を開催しようとした際、これに反発し、自民党ホールで政府・自民党糾弾の大会を強行開催している。
元号法制化、自衛隊法改正、教育基本法改正について、地方議会への陳情活動等を行っている。天皇や皇族の地方行幸啓への奉迎活動や戦没者の慰霊顕彰の活動にも取り組んでいる
現在の戦略路線は、｢反ヤルタ・ポツダム路線｣を止揚し1973年に提起された｢反憲・民族自立路線｣である。また、1975年には同路線の下に戦術路線としての｢反憲的解釈改憲路線｣が提起された（反憲学連の頁を参照）。
これらの運動路線は、葦津珍彦、小田村寅二郎、谷口雅春、三島由紀夫らの影響を強く受けている。
現在の日青協は独自の政党構想を封印し、他の保守系団体と連携して国会における多数派工作をおこなっている。多数の他団体と協力し、与党自民党内や野党である民主党、国民新党に対する多数派工作に成功したことで、外国人への参政権付与法案、人権擁護法案、選択的夫婦別姓法案、国立追悼施設建設等を阻止することができたとしている。

## 組織

### 地方組織
日本青年協議会の地方組織は、各都道府県毎に都道府県｢委員会｣が、自治体毎に｢祖国と青年の会｣が結成されている。

### 関連組織
日本青年協議会の関連組織としては、現場教師による組織日本教育研究所と、大学教官・研究者による組織日本文化研究所がある。ほかに政治家、経済人の組織として、日本政治経済研究所をもっている。また、これらの諸団体を包括する組織として、2005年に日本協議会が結成されている。

### 学生組織
日本青年協議会の学生組織であった全国学協は、1973年に路線対立で大きく分裂し、その際当時の学協執行部を含む一部のグループが日青協と袂を分かった。学協分裂後の日青協の学生組織は現在までに2団体が確認されている。一つは全国学協の後継団体として1974年に新たに結成された反憲法学生委員会全国連合（反憲学連）で、もう一つは｢全日本学生文化会議｣である。
昭和60年代までは両団体とも活発に活動していたが、平成に入って以降反憲学連の方の活動が全く確認されていない。
全日本学生文化会議の方は、現在も全国の大学で教育問題の講演会や、北朝鮮による拉致被害者救出などの活動に取り組んでいる。また、毎年10月21日には、1943年のこの日に東京で学徒出陣壮行会が行われたことにちなみ、靖国神社で｢大東亜戦争戦没全学徒慰霊祭｣を行っている（この日は国際反戦デーでもある）。機関紙は『大学の使命』である。

### 友好団体
国民文化研究会、日本政策研究センターのほか、日本会議に加盟している神社本庁等の右派的宗教団体、財団法人、労組等と友好協力関係にある。影山正治が設立した「大東塾」とは、日本を守る国民会議時代までは連携が強く、1984年の「建国記念の日」式典から「神武建国」色を排除しようとする中曽根内閣や、1992年秋の「天皇御訪中」を推進する宮澤内閣に最期まで抵抗したのは、日青協と大東塾であった。

## 言及

### 活動方針の転換
日青協の機関誌『祖国と青年』24号（1976年7月）の特集に、谷口雅春の信念とされる「占領憲法破棄・明治憲法復元」の文字はなく、「従来の運動は現憲法解体などと勇ましいことを言ってきたが、新たな改憲運動を創出しないと、改憲勢力は永久に葦津珍彦さんが言う『力学無視の悲歌慷慨』で終わってしまう」と述べている。また、日青協の機関紙で椛島有三は「国難を一つずつ逆転し、そこに国体精神を甦らせ、憲法改正の道を一歩ずつ前進させる葦津先生の憲法理論に学び、『反憲的解釈改憲路線』と名づけ推進していくことになった」と述べ、元号法制化運動を契機に解釈改憲路線に転換する方針を述べている。
朝日新聞記者の藤生明は、1977年から地方議会決議運動を展開し中央政府を動かしたことを、草の根民族運動の始まりであるとしている。

### 三島由紀夫との関係
日本青年協議会の幹部は、全国学協の顧問でもあった三島由紀夫から学生時代に直接指導を受けていた。また、生前の森田必勝と懇意であった者も多く、三島事件に参加した4名の学生のうちの2名（古賀浩靖と小賀正義）も学協のメンバーであった。日青協と学協は事件の直後、三島憲法裁判闘争（全国学生自治体連絡協議会の頁を参照）を展開している。
毎年11月25日には、各県で「三島・森田両烈士追悼慰霊祭」を開催している（一部の地域では開催日が前後することもある）。

### 国民文化研究会との関係
日本青年協議会の幹部は、全国学協の草創期に国民文化研究会の小田村寅二郎理事長ほかの指導を受けた者が多い。このため、全国学協の運動には、国民文化研究会の前身である日本学生協会の歴史からの強い影響を見ることができる。現在も日青協のメンバーや全日本学生文化会議の学生は、毎年夏に開催される国民文化研究会の「合宿教室」に参加している。

### 日本会議との関係
1978年、日本を守る会を中心に元号法制化実現国民会議（石田和外議長・末次一郎運営委員長）が結成される際に、副島廣之（明治神宮権宮司）や小田村寅二郎（国民文化研究会理事長。小田村四郎の実兄）らが、日本青年協議会の椛島有三に事務局長を依頼した。後継団体として結成された日本を守る国民会議や日本会議において、代表の椛島が事務総長を務めている。

### 生長の家との関係
宗教法人｢生長の家｣の青年組織は日青協ではなく、生長の家青年会である。また、日青協の教員団体である日本教育研究所と、｢生長の家」の教員団体であった新教育者連盟（平成15年教団と分裂）は別の団体である。
上杉聰は、日本青年協議会を元・生長の家学生部のグループと述べている。この主張に対して両組織のメンバーは全く異なっており、また、組織的にも全国学協、日青協は生長の家の傘下に入ったことは一度もなく、独立した活動を展開してきているとする反論もある。
生長の家青年会を脱退した愛国派のグループは、日青協へは合流せず、独自に「若い世代の会」を結成した。
全国学協の分裂（1973年）前後から、生学連との共闘関係は次第に解消へ向かい、1980年代に生長の家教団が「愛国路線」から撤退して以降は、両者の組織的な交流はほぼ断絶している。